# 艾蕾諾爾·厄德穆特 (薩克森-艾森納赫)
艾蕾諾爾·厄德穆特（德語：Eleonore Erdmuthe，1662年4月13日—1696年9月9日），薩克森-艾森納赫公爵約翰·格奧爾格一世的女兒，先後成為布蘭登堡-安斯巴赫藩侯夫人以及薩克森選侯夫人。

## 家庭
1681年，艾蕾諾爾·厄德穆特與布蘭登堡-安斯巴赫藩侯約翰·腓特烈結婚，兩人共有1子1女：
1. 卡羅琳（1683年—1737年）
2. 威廉·腓特烈（1686年—1723年）

約翰·腓特烈於1686年去世。1692年，艾蕾諾爾·厄德穆特與薩克森選侯約翰·格奧爾格四世結婚，兩人沒有子女。